# Hannah Klemm
Hannah Klemm (* 4. November 1993) ist eine deutsche Volleyballspielerin.

## Karriere
Klemm begann ihre Karriere bei der SG Rotation Prenzlauer Berg. Von dort ging die Zuspielerin zum Nachwuchsteam VC Olympia Berlin, mit dem sie in der Saison 2011/12 in der Bundesliga spielte. Außerdem spielte sie 2011 in der Junioren-Nationalmannschaft. Seit 2013 spielt Klemm in den Vereinigten Staaten für Hofstra Pride.